# Saint-Onésime-d'Ixworth
Saint-Onésime-d'Ixworth est une municipalité dans la municipalité régionale de comté de Kamouraska, située dans la région administrative du Bas-Saint-Laurent, au Québec, au Canada. Elle est nommée en l'honneur d'Onésime de Byzance, un évêque du Ier siècle.

## Histoire
Le 26 février 2011, la municipalité changea son statut de municipalité de paroisse pour celui de municipalité.

## Géographie
La rivière Saint-Jean traverse la pointe ouest de la municipalité du sud vers le nord.
La rivière Ouelle en traverse le nord du sud-ouest vers le nord-est.
La Grande Rivière en traverse le sud-est vers le nord-est jusqu'à sa confluence avec la rivière Ouelle.
La rivière Chaude coule dans le sud-est vers l'ouest jusqu'à sa confluence avec la Grande Rivière.
La rivière Sainte-Anne coule dans le sud vers le nord-ouest jusqu'à sa confluence avec la Grande Rivière.

## Démographie
| 1996 | 2001 | 2006 | 2011 | 2016 | 2021 |
| ---- | ---- | ---- | ---- | ---- | ---- |
| 649  | 622  | 577  | 559  | 560  | 522  |

## Administration
Les élections municipales se font en bloc pour le maire et les six conseillers.
| Saint-Onésime-d'Ixworth Maires depuis 2001                                                                           |                            |         |          |
| Élection | Maire                      | Qualité | Résultat |
| 2001 | Ghislaine Milliard-Lavoie  |         | Voir     |
| 2005 | Ghislaine Milliard-Lavoie  | Voir    |          |
| 2009 | Aucun candidat à la mairie |         | Voir     |
| n/d | André Hudon                |         | Voir     |
| 2013 | André Hudon                | Voir    |          |
| 2016 | Hélène Laboissonnière      |         | Voir     |
| 2017 | Benoit Pilotto             |         | Voir     |
| 2021 | Benoit Pilotto             | Voir    |          |
| Élection partielle en italique Depuis 2005, les élections sont simultanées dans toutes les municipalités québécoises |                            |         |          |

## Attraits
L'un des principaux attraits touristiques de Saint-Onésime-d'Ixworth est son pont couvert.

## Personnalités
- Elzéar Soucy (1876-1970) : Sculpteur originaire de Saint-Onésime-d'Ixworth, connu pour ses œuvres religieuses et profanes au Québec[5].